# Kesselfinkenloch

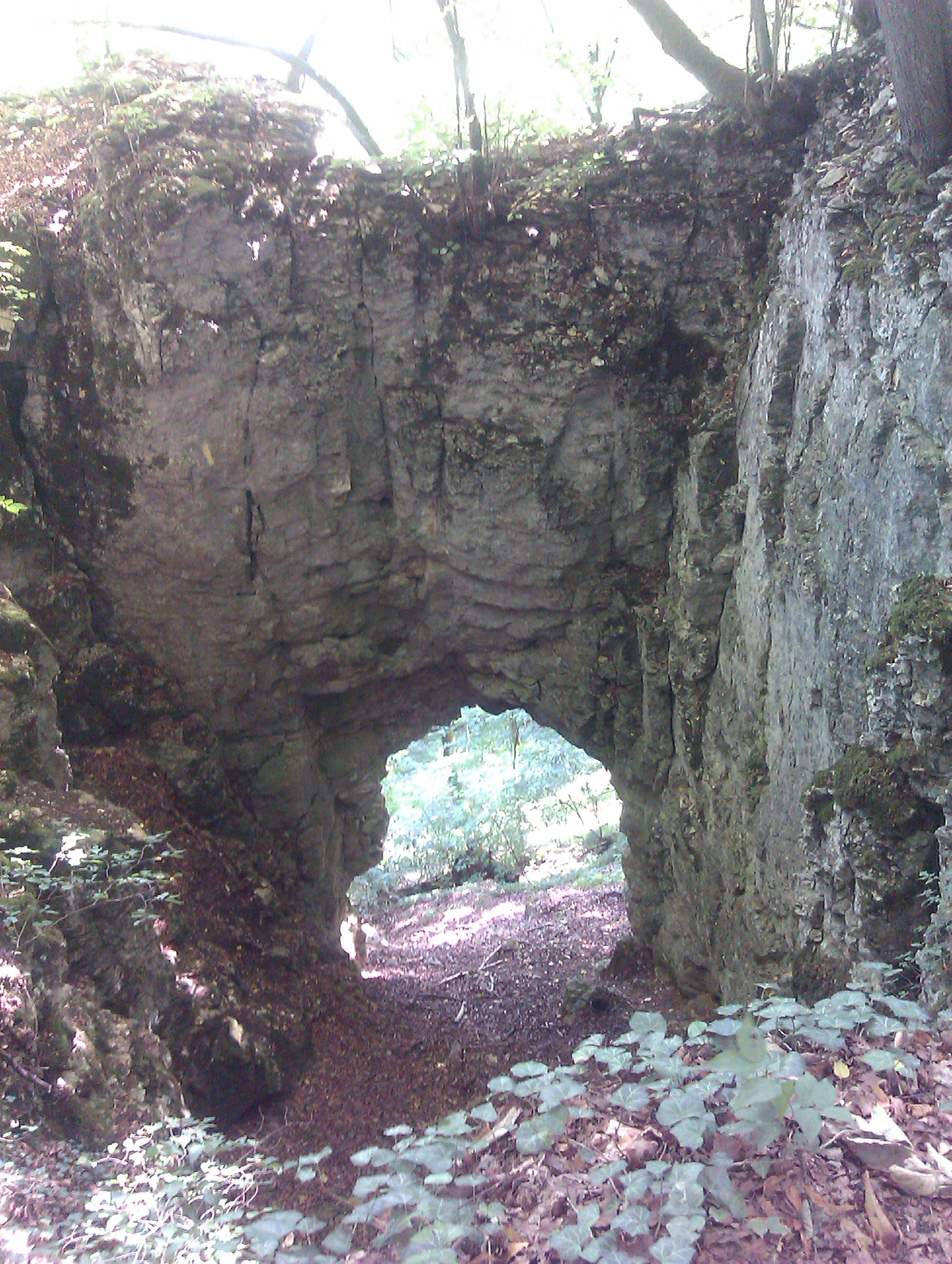
Kesselfinkenloch

Das Kesselfinkenloch ist eine Höhlenruine am Albtrauf beim Lenninger Ortsteil Hochwang.
Das Kesselfinkenloch ist eine direkt am Steilabfall der Schwäbischen Alb auf 690 m ü. NN gelegene eingestürzte Doline. Das Felsloch ist etwa 10 m breit, 15 m lang und 10 m tief im Massenkalk (Korallenablagerungen) durch Einsturz einer Höhle entstanden. Lediglich der Höhleneingang ist als mächtiger Steinbogen („Arch“) erhalten geblieben.
Im Dreißigjährigen Krieg soll die Höhle einem Kesselflicker namens Fink Zuflucht geboten haben, daher der Name Kesselfinkenloch.
Das Kesselfinkenloch ist unter dem Namen Kesselfinkenloch mit Felspartie und Frühmeßfels als flächenhaftes Naturdenkmal ausgewiesen und unter dem Namen Doline Kesselfinkenloch W von Lenningen auch als geschütztes Geotop.